# PTI-3
Le PTI-3 est un cannabinoïde synthétique à base d'indole -3-thiazole qui a été vendu comme drogue de synthèse.  Il a été identifié pour la première fois en Hongrie en 2020, et a été rendu illégal (classé stupéfiant) d'abord en France (en même temps que PTI-1 et PTI-2) en mai 2021, puis en Italie en juin 2021.

## Sources et références
1. ↑  « Fourth generation of synthetic cannabinoid receptor agonists: a summary on the latest insights », Acta Bio-Medica, vol. 92, no 6,‎ janvier 2022, e2021546 (PMID 35075053, PMCID 8823589, DOI 10.23750/abm.v92i6.12696)
2. ↑  European Monitoring Center for Drugs and Drug Addiction, « New psychoactive substances: global markets, glocal threats and the COVID-19 pandemic. An update from the EU Early Warning System », European Monitoring Centre for Drugs and Drug Addiction (rapport), Luxembourg, Publications Office of the European Union,‎ décembre 2020 (DOI 10.2810/921262, lire en ligne)
3. ↑  Arrêté du 22 février 1990 fixant la liste des substances classées comme stupéfiants (lire en ligne)
4. ↑  (it) « Decreto 1 Giugno 2021. Aggiornamento delle tabelle contenenti l'indicazione delle sostanze stupefacenti e psicotrope, di cui al decreto del Presidente della Repubblica 9 ottobre 1990, n. 309 e successive modificazioni e integrazioni. Inserimento nella tabella I di nuove sostanze psicoattive. (21A03590) (GU Serie Generale n.144 del 18-06-2021) »